# 地球フライバイ・アノマリー
| 地球に双曲線軌道で接近したいくつかの太陽系探査機にみられる、計算と一致しない小さな速度変化の原因は何か？ |

地球フライバイ・アノマリー（ちきゅうフライバイ・アノマリー、Earth flyby anomaly）または地球フライバイ異常（ちきゅうフライバイいじょう）は、太陽を巡る人工天体が地球のそばを通過（フライバイ）して軌道を変更するとき、その速度が理論予測と有意に食い違う原因不明の現象をいう。 1990年以降、いくつかの太陽系探査機において観察されている。 単にフライバイ・アノマリー、フライバイ異常とも表される。 既知の物理現象のみならず未知の物理事象、単なるソフトウェアの誤りである可能性まで、その原因について天文学者だけでなくコンピュータ業界を巻き込むぐらいに幅広く議論をよんでいる。

## 現象の認識
| 探査機 | 日付       | 速度増加異常値* | 速度増加異常値* |
| 探査機 | 日付       | 観測値          | 経験式†         |
| 探査機 | 日付       | mm/s            | mm/s            |
| --- | ---------- | --------------- | --------------- |
| ガリレオ | 1990-12-08 | 3.92±0.3        | 4.12            |
| ガリレオ | 1992-12-08 | −4.6±1.0        | −4.67           |
| NEARシューメーカー | 1998-01-23 | 13.46±0.01      | 13.28           |
| カッシーニ | 1999-08-18 | −2±1            | −1.07           |
| ロゼッタ | 2005-03-04 | 1.80±0.03       | 2.07            |
| メッセンジャー | 2005-08-02 | 0.02±0.01       | 0.06            |
| ロゼッタ | 2007-11-13 | 有意でない      | < 1             |
| ロゼッタ | 2009-11-13 | 有意でない      |                 |
| ジュノー | 2013-10-09 | 有意でない      | 7‡              |
| * 双曲線無限遠点速度に換算したときの速度増加の異常値。 † アンダーソンによる経験式を当てはめたときの予測値。 ‡ この値のみ近地点における予測値。 |            |                 |                 |

惑星間に飛び出した太陽系探査機などの人工天体にとってスイングバイ（重力アシスト）、すなわち惑星など自分よりはるかに大きな質量を持つ天体に接近し運動エネルギーを受け取る（もしくは与える）ことで軌道変更を行う方法は、欠くことのできない重要な操縦技術である。 望ましい軌道変更に成功するためには、スイングバイを行う探査機がその惑星のそばへと正確に接近する必要があり、そのため接近前後の探査機の位置と速度は地上から継続的に追跡されている。 探査機速度の視線方向成分を知るためには、探査機からの電波のドップラー偏移が測定される。 計算値と一致しないアノマリーはこのドップラー偏移で最初に見出された。
最初のアノマリーは、木星への入り組んだ長い旅の過程にあったNASAのガリレオ探査機が1990年12月に地球でのスイングバイを初めて試みた後に認められた。 このスイングバイはほぼ成功したものの、記録されたドップラー・データを詳細に分析すると、接近後、観測値と計算値との間にわずかな食い違いがあることが判明した。 この食い違いは地球から十分離れたときの探査機の速度に換算すれば 3.92 mm/s だけの余分な増大を意味していた。 エネルギーにしてこれは100万分の1程度の小さなズレであったが、誤差は十分小さいと見積もられたため、このズレに関しジェット推進研究所 (JPL) などで調査が行われた。 しかし満足な説明を与えるような原因は見出されなかった。
2年後の1992年12月にガリレオ探査機は2度目の地球によるスイングバイを行った。 しかし、このときには高度およそ 300 km という低い軌道での接近であったため、上層大気での抵抗による減速で覆い隠され当初こうしたアノマリーは明確に認められなかった。 ところがその後、小惑星の探査を目指した NEARシューメーカー が1998年1月に行った地球スイングバイで 13.46 mm/s の大きな増大が観測され、このとき以来、地球フライバイ・アノマリーは現実の問題としてクローズアップされることになった。 さらに、欧州宇宙機関の彗星探査機ロゼッタの2005年3月のスイングバイでも 1.8 mm/s 程度の増大が見られたことが報告された。 説明のつかない食い違いはドップラー･データと同様に、探査機との電波の送受信の時間を精密に測定するレンジング・データでも認められ、何らかの見かけ上の誤りではない可能性が高まった。
一方で、1999年の土星探査機カッシーニによる地球スイングバイでは、接近時に行われたスラスター噴射の影響もありこの現象ははっきりせず、2001年の彗星探査機スターダストにおいても同様であった。 さらに2005年8月の水星探査機メッセンジャーの分析からはこうした有意な速度のズレはまったく認められなかった。 また、2007年11月と2009年11月のロゼッタによる地球スイングバイでも有意なズレは観測されなかった。 なお2006年現在、日本のはやぶさ等に関しての分析は報告されていない。
現在のところこうした食い違いが見つかっているのは地球に対するスイングバイにおいてのみである。 他の惑星や衛星で同様のことが起こっているかどうかは、観測精度やモデルの精度の問題があり明らかではない。

## 説明の試み
このフライバイ・アノマリーの原因について様々な可能性が検討され、また除外されてきた。 まず地球の上層大気による抵抗の影響については、探査機を減速する方向に働き、しかも多くの場合接近した高度では十分小さいので除外された。 潮汐によって海や地殻が変形することによってわずかな重力変化が生じるが、これも探査機に与える影響は十分に小さい。 地磁気の影響についても、それが探査機の速度にこれほどまで大きく作用するほど探査機が帯電したり磁気モーメントを持つことは考えられなかった。 その他、地球からの反射光による放射圧や太陽風の影響も小さく、通信電波の光子のスピンと探査機・地球の自転とによりドップラー偏移がわずかに影響を受けるという現象（スピン‐回転カップリング）でもないとされた。 地球の自転が時空を引きずる一般相対論的効果（慣性系の引きずり、frame-dragging) も検討されたが、やはりこの現象を説明できるほどの大きな影響があるとはみなされていない。
こうした既存の物理学によって考えうる様々な可能性が再検討されたものの、原因は明らかとならず、同時に未知の現象の可能性も含めた検討もなされてきた。 まず、これまで提案されているいくつかの非標準的な物理理論により説明が可能かどうか検討されたが、このアノマリーを十分に説明できるようなものは見出されていない。 一方このアノマリーを受けて、地球の周辺に濃い暗黒物質の雲がたまっていると仮定した理論や、慣性とウンルー効果 (Unruh effect) を結びつける理論など新たな枠組みによる説明も提案されている。 また、パイオニア探査機で明らかになっているパイオニア・アノマリーとこの現象との関係も疑われた。 一見して両者は大きく異なった現象であるが、パイオニアが木星や土星でスイングバイを行ったものであることにも注目して議論されている。
2008年に JPL のジョン・アンダーソン (John D. Anderson) らは様々にデータを検討した末に、探査機が地球に近づくときおよび遠ざかるときの進行方向の赤緯、すなわち赤道面に対してなす角度がこの効果と相関していることを見出した。 アンダーソンらが導いた経験式によれば、効果は接近が南北に対称なときなど、これらの赤緯の大きさが等しいときに 0 となり、食い違っているときほど大きくなる。 この式の背後の物理的機構は不明のままであるが、メッセンジャーのスイングバイにおいてアノマリーが現れなかったのは、その軌道が南北に対称なものであったことが重要であることを式は示唆していた。 また2回目のガリレオのスイングバイやカッシーニのスイングバイにおいてその後見積もられた負の速度変化とも矛盾しない値を与えた。
一方で、アンダーソンらの式を受けて、それがよく知られた特殊相対論的なドップラー効果 (横ドップラー効果、transverse Doppler effect) だけで説明できる見かけ上のものだという指摘もなされ、少なくとも一部の軌道解析ソフトウェアのミスである可能性が示唆された。 ただしその場合にはレンジング･データでも食い違いがあると思われることや、JPL とは別の機関の分析でもアノマリーが示されていることの説明として十分ではなく議論が継続した。 その後、2013年10月9日の木星探査機ジュノーによる地球スイングバイでは、アンダーソンにより近地点前後で 7 mm/s 程度の速度変化をもたらすアノマリーが予測されたため注目されたが、結果は否定的なものであり、このことはこれまでのアノマリーについても疑問を投げかけるものとなった。